# Día Mundial de la Enfermedad Pulmonar Obstructiva Crónica
El Día Mundial de la Enfermedad Pulmonar Obstructiva Crónica es una jornada que se celebra el segundo o tercer miércoles de noviembre desde 2002 , promovida por la Iniciativa Global para la  Enfermedad Pulmonar Obstructiva Crónica (GOLD) ese mismo año.

## Proclamación
El Día Mundial de la Enfermedad Pulmonar Obstructiva Crónica (EPOC o COPD por sus siglas en inglés) fue proclamado por la Iniciativa Global para la  Enfermedad Pulmonar Obstructiva Crónica (GOLD, por sus siglas en inglés) en 2002. Esta proclamación se realizó con el objetivo de aumentar la conciencia sobre la EPOC, compartir conocimientos y discutir formas de reducir la carga de esta enfermedad en todo el mundo. La organización de este día involucra a profesionales de la salud y grupos de pacientes con ella, quienes colaboran para resaltar la importancia de la prevención, el diagnóstico temprano y el tratamiento adecuado de esta afección respiratoria crónica.

## Celebración
Se celebra el segundo o tercer miércoles de noviembre. La primera celebración se llevó a cabo en 2002. Desde entonces, organizadores de más de 50 países han realizado actividades para conmemorar este día, consolidándolo como uno de los eventos más importantes a nivel mundial en cuanto a la concienciación y educación sobre la EPOC. Cada año, GOLD elige un tema específico y coordina la preparación y distribución de materiales y recursos para el Día Mundial de la EPOC.

## Temas
- 2002: Your Lungs for Life,[3] ('Tus pulmones para toda la vida')
- 2004: Don’t Ignore COPD!,[4] ('¡No ignores la EPOC!')
- 2005-2009: Breathless not Helpless!,[5][6][7][8]('Sin aliento, no indefenso')
- 2010: The Year of the Lung: Measure your lung health,[9] ('El año del pulmón: mide la salud de tus pulmones')
- 2011: How do we change perceptions?,[10] ('¿Cómo cambiamos percepciones?')
- 2012-2013: It's Not Too Late,[11][12] ('No es demasiado tarde')
- 2014: COPD – Could This Be You?,[13] ('EPOC - ¿Podrías ser tú?')
- 2015: Breathing is Life – Act Earlier[14] ('Respirar es vida - Actúa temprano')
- 2016: Breathe in the Knowledge,[15] ('Inhala el conocimiento')
- 2017: The many faces of COPD,[16] ('Las muchas caras de la EPOC')
- 2018: Never too early, never too late,[17] ('Nunca es demasiado temprano, nunca es demasiado tarde')
- 2019: Fight to end the Chronic Obstructive Pulmonary Disease[18] ('Lucha para acabar con la Enfermedad Pulmonar Obstructiva Crónica')
- 2020: Living Well with COPD - Everybody, Everywhere,[19] ('Viviendo bien con EPOC - Todos, en todas partes')
- 2021: Healthy Lungs - Never More Important,[20] ('Pulmones sanos - Nunca más importante')
- 2022: Your Lungs for Life,[21] ('Tus pulmones para toda la vida')
- 2023: Breathing is Life - Act Earlier,[22] ('Respirar es vida - Actúa temprano')
- 2024: Know Your Lung Function,[23] ('Conoce la función de tus pulmones')